# شرط لاحق
يعرف الشرط اللاحق أو الفاسخ (بالإنجليزية: subsequent condition)‏ أمر مستقبلي غير محقق الوقوع يؤدي تحققه إلى زوال الالتزام، سمي باللاحق لأنه يجب أن يتحقق الشرط حتى يزول هذا الحق أو الالتزام ومثال على ذلك كأن يشترط المؤجر في عقد الإيجار على المستأجر بأنه سيقوم بفسخ عقد الإيجار إذا قام هذا الأخير بأي إزعاج خلال مدة العقد، فالالتزام هنا صحيح ونافذ ولكنه غير لازم معلق على شرط يؤدي تحققه إلى زوال الالتزام أي أن الشرط تم وضعه بعد انعقاد العقد فهو لاحق للالتزام. 
لا يجب أن يكون الشرط الفاسخ مخالف للنظام العام والاداب كأن يشترط المؤجر على المستأجر بأنه سوف يقوم بفسخ العقد إذا لم يتاجر هذا الأخير بالمخدرات، هنا الشرط الفاسخ باطل.

## أمثلة
1. إشترط البائع على المشتري في عقد البيع أنه سوف يتوقف عن توريد البضاعة (فسخ عقد البيع) إذا لم يقم المشتري بدفع كامل الدفعات في الموعد المتفق عليه، الشرط كان لاحق للالتزام أي أن التزام البيع كان أولا ولحقه الشرط الفاسخ.
2. إشترط الشركاء على المدير المالي بأنه إذا لم تحقق الشركة أرباح خلال سنة سوف تقوم بفسخ العقد مع المدير وذلك يؤدي إلى زوال الالتزام وزوال العقد بشكل كامل.

## في القانون

### قانون العقد
تكثر الأمثلة على الشرط الفاسخ في العقود كأن يقول المؤجر بأن عقد إيجار القاعة الموسيقية سوف يزال تلقائيا إذا إحترقت القاعة، هنا الالتزام معلق على شرط فاسخ يؤدي تحققه إلى إزالة الالتزام بأكمله.

### قانون الملكية
إذا إشترط البائع على المشتري بأنه إذا لم يتم استخدام قطعة الأرض لبناء مدرسة سوف يقوم باستعادة ملكية الأرض، يسمى هذا الحق بحق إعادة الدخول والمعروف باسم استعادة الملكية. وغالبا ما يكثر هذا الشرط في عقد الإيجار حيث يحق للمؤجر إسترداد المأجورة إذا أخل المستأجر بالشروط التي تم الإتفاق عليها في العقد، فهذا الالتزام علق على شرط لاحق.

## مقارنة الشرط السابق بالشرط اللاحق
يعرف الشرط على أنه التزام مستقبل يتوقف عليه وجود الحكم أو زواله عند تحققه. إذا توقف الشرط على إنشاء الالتزام فهو واقف وإذا توقف على زواله فهو فاسخ. فالشرط السابق (الواقف) يؤدي إلى وجود الالتزام لم يكن موجود مسبقا كأن يقول أب لإبنه بأنه سوف يقدم له مكافئة في حال نجاحه في الاختبار، التزام تقديم المكافئة لن يتحقق إلا بالنجاح أولا.